# Roanoke Valley Vipers
Die Roanoke Valley Vipers waren eine US-amerikanische Eishockeymannschaft aus Roanoke, Virginia. Das Team spielte in der Saison 2005/06 in der United Hockey League.

## Geschichte
Das Franchise der Port Huron Beacons aus der United Hockey League wurde 2005 von Port Huron, Michigan, nach Roanoke, Virginia, umgesiedelt und in Roanoke Valley Vipers umbenannt. Sie füllten die Lücke, die ein Jahr zuvor durch die Auflösung der Roanoke Express aus der ECHL in der Stadt entstanden war. 
In ihrer einzigen Spielzeit gelangen den Vipers nur 17 Siege in 76 Spielen und insgesamt 40 Punkte. Damit belegten sie abgeschlagen den letzten Platz der Eastern Division. Da die Clubbesitzer bei einem Zuschauerschnitt von etwa 1.000 bei einer Kapazität des Roanoke Civic Center von 9.000 Plätzen darüber hinaus finanzielle Verluste hinnehmen mussten, wurde das Franchise 2006 aufgelöst.

## Saisonstatistik
Abkürzungen: GP = Spiele, W = Siege, L = Niederlagen, T = Unentschieden, OTL = Niederlagen nach Overtime SOL = Niederlagen nach Shootout, Pts = Punkte, GF = Erzielte Tore, GA = Gegentore, PIM = Strafminuten
| Saison  | GP | W  | L  | T | OTL | SOL | Pts | GF  | GA  | Platz       | Playoffs           |
| 2005/06 | 76 | 17 | 53 | — | —   | 6   | 40  | 221 | 341 | 5., Eastern | nicht qualifiziert |

## Team-Rekorde

### Karriererekorde
Spiele: 69  Travis Smith
Tore: 34  Mike Wiggins
Assists: 43  David Beauregard
Punkte: 76  David Beauregard
Strafminuten: 157  Matt Miller

## Bekannte Spieler
- Aleksandrs Jerofejevs